# Liste der Stolpersteine in Halle (Westfalen)
Die Liste der Stolpersteine in Halle (Westfalen) enthält die Stolpersteine, die im Rahmen des gleichnamigen Kunst-Projekts von Gunter Demnig in Halle (Westfalen) verlegt wurden. Mit ihnen soll an die Opfer des Nationalsozialismus erinnert werden, die in Halle in Westfalen lebten und wirkten.

## Liste der Stolpersteine
| Name             | Adresse           | Bild | Inschrift | Verlegedatum  | Biografie und Anmerkungen |
| ---------------- | ----------------- | --- | --- | ------------- | ------------------------- |
| Christian Schalk | Hauptstraße 29    | Bild gesucht Der Benutzer GeorgDerReisende ( Diskussion ) wünscht sich an dieser Stelle ein Bild vom Ort mit diesen Koordinaten 52.037694 8.385103 . Motiv: Stolperstein für Christian Schalk, die Lage und das Haus Falls du dabei helfen möchtest, erklärt die Anleitung , wie das geht. BW  | Künsebeck 96 wohnte Christian Schalk Jg. 1906 Zeuge Jehovas Kriegsdienst verweigert verhaftet 1940 Gefängnis Bielefeld Todesurteil 17.6.1940 enthauptet 12.7.1940 Berlin-Plötzensee | 27. Jan. 2020 |                           |
| Albert Sachs     | Lange Straße 25 · | Bild gesucht Der Benutzer GeorgDerReisende ( Diskussion ) wünscht sich an dieser Stelle ein Bild vom Ort mit diesen Koordinaten 52.062249 8.359189 . Motiv: Stolperstein für Familie Sachs, die Lage und das Haus Falls du dabei helfen möchtest, erklärt die Anleitung , wie das geht. BW     | Hier wohnte Albert Sachs Jg. 1896 Flucht 1938 Holland interniert Westerbork deportiert 1943 Auschwitz befreit tot 28.2.1945                                                         | 11. Feb. 2019 |                           |
| Emma Sachs       | Lange Straße 25 · | Bild gesucht Die Wikipedia wünscht sich an dieser Stelle ein Bild vom hier behandelten Ort. Falls du dabei helfen möchtest, erklärt die Anleitung , wie das geht. BW | Hier wohnte Emma Sachs geb. Jacobs Jg. 1896 Flucht 1938 Holland interniert Westerbork deportiert 1943 Theresienstadt ermordet 8.10.1944 Auschwitz                                   | 11. Feb. 2019 |                           |
| Jacob Jacobs     | Lange Straße 25 · | Bild gesucht Die Wikipedia wünscht sich an dieser Stelle ein Bild vom hier behandelten Ort. Falls du dabei helfen möchtest, erklärt die Anleitung , wie das geht. BW | Hier wohnte Jacob Jacobs Jg. 1895 Flucht 1933 Holland interniert Westerbork deportiert 1943 Sobibor ermordet 11.6.1943                                                              | 11. Feb. 2019 |                           |
| Julie Jacobs     | Lange Straße 25 · | Bild gesucht Die Wikipedia wünscht sich an dieser Stelle ein Bild vom hier behandelten Ort. Falls du dabei helfen möchtest, erklärt die Anleitung , wie das geht. BW | Hier wohnte Julie Jacobs geb. Lazarus Jg. 1897 Flucht 1933 Holland interniert Westerbork deportiert 1943 Sobibor ermordet 11.6.1943                                                 | 11. Feb. 2019 |                           |
| Friedel Sachs    | Lange Straße 25 · | Bild gesucht Die Wikipedia wünscht sich an dieser Stelle ein Bild vom hier behandelten Ort. Falls du dabei helfen möchtest, erklärt die Anleitung , wie das geht. BW | Hier wohnte Friedel Sachs Jg. 1925 Flucht 1938 Holland interniert Westerbork deportiert 1943 Theresienstadt befreit                                                                 | 11. Feb. 2019 |                           |
| Hans Isenberg    | Lange Straße 61   | Bild gesucht Der Benutzer GeorgDerReisende ( Diskussion ) wünscht sich an dieser Stelle ein Bild vom Ort mit diesen Koordinaten 52.059943 8.364175 . Motiv: Stolpersteine für Familie Isenberg, die Lage und das Haus Falls du dabei helfen möchtest, erklärt die Anleitung , wie das geht. BW | Hier wohnte Hans Isenberg Jg. 1914 Flucht 1936 Südwestafrika | 11. Feb. 2019 |                           |
| Ida Herzberg     | Lange Straße 61   | Bild gesucht Die Wikipedia wünscht sich an dieser Stelle ein Bild vom hier behandelten Ort. Falls du dabei helfen möchtest, erklärt die Anleitung , wie das geht. BW | Hier wohnte Ida Herzberg Jg. 1885 deportiert 1942 Theresienstadt 1944 Auschwitz ermordet                                                                                            | 11. Feb. 2019 |                           |
| Klara Isenberg   | Lange Straße 61   | Bild gesucht Die Wikipedia wünscht sich an dieser Stelle ein Bild vom hier behandelten Ort. Falls du dabei helfen möchtest, erklärt die Anleitung , wie das geht. BW | Hier wohnte Klara Isenberg Jg. 1911 deportiert 1942 Ghetto Warschau ermordet | 11. Feb. 2019 |                           |
| Leopold Weinberg | Lange Straße 61   | Bild gesucht Die Wikipedia wünscht sich an dieser Stelle ein Bild vom hier behandelten Ort. Falls du dabei helfen möchtest, erklärt die Anleitung , wie das geht. BW | Hier wohnte Leopold Weinberg Jg. 1900 ‚Schutzhaft‘ 1938 Buchenwald deportiert 1942 Theresienstadt 1943 Auschwitz ermordet                                                           | 11. Feb. 2019 |                           |
| Moritz Isenberg  | Lange Straße 61   | Bild gesucht Die Wikipedia wünscht sich an dieser Stelle ein Bild vom hier behandelten Ort. Falls du dabei helfen möchtest, erklärt die Anleitung , wie das geht. BW | Hier wohnte Moritz Isenberg Jg. 1883 ‚Schutzhaft‘ 1938 Buchenwald deportiert 1942 Ghetto Warschau ermordet                                                                          | 11. Feb. 2019 |                           |
| Thekla Isenberg  | Lange Straße 61   | Bild gesucht Die Wikipedia wünscht sich an dieser Stelle ein Bild vom hier behandelten Ort. Falls du dabei helfen möchtest, erklärt die Anleitung , wie das geht. BW | Hier wohnte Thekla Isenberg geb. Herzberg Jg. 1889 deportiert 1942 Ghetto Warschau ermordet                                                                                         | 11. Feb. 2019 |                           |